# 東京全力少女
『東京全力少女』（とうきょうぜんりょくしょうじょ）は、2012年10月10日から12月19日まで毎週水曜日22:00 - 22:54に日本テレビ系の「水曜ドラマ」枠で放送された日本のテレビドラマ。初回は15分拡大（22:00 - 23:09）。
同枠では『クレオパトラな女たち』以来のオリジナル作品でもあった。武井咲の日本テレビ系連続ドラマ初出演作で、武井は4月クールの『Wの悲劇』（テレビ朝日系）、7月クールの『息もできない夏』（フジテレビ系）に続き、3クール連続での主演となる。

## ストーリー
佐伯麗は香川県・琴平町で母親と二人で暮らしていたが、憧れの東京で生活してみたいと思い立ち、62万1000円の貯金を全額おろし、女手一つで自分を育ててくれた母親には感謝しつつも、家出同然で故郷を後にした。
麗は上京して早々、置引きに全財産を盗まれてしまう。途方に暮れる麗は下北沢のフリーマーケットで出会った芹沢華子から怪しい男を紹介される。その男こそが15年前に自分と母親を捨てた実の父親だった。

## キャスト

### 主要人物
佐伯 麗（さえき うらら） ［19］
演 - 武井咲（幼少期：豊嶋花 / 少女期：庭野結芽葉）
香川県出身｡ 19歳になった誕生日の日､死んだと聞かされていた父親（演：渡部篤郎）が生きていることを知り､いてもたってもいられず上京｡ 3歳のとき両親は離婚｡ 地元で美容院を経営する母親（演：堀内敬子）に育てられる｡ 母親思いでもあるが､もともと家業を継ぐ意志は無く､父の存在を知って東京を目指す｡ かわいい娘独特のポジティブさを持ち合わせ性格も明るいが､思い立ったら即行動の猪突猛進型でよく空回りする｡
鈴木 卓也（すずき たくや）［45］
演 - 渡部篤郎
人権派な弁護士として世間では知られているが、プライベートでは複数の女性と交際するなど自堕落な生活を繰り返していた。娘と15年振りに再会することで今までの生活が一変する。
玉川 大輔（たまがわ だいすけ）［24］
演 - 三浦翔平
大学を卒業後定職に就かず、毎日を誰にも束縛されることなく自由に生きてきた。琴平からの帰京の夜行バスで麗と出会う。
桜井 弘一（さくらい こういち）［30］
演 - 塚本高史
鈴木のアシスタント。バツイチで幼い娘を男手ひとつで育てている。麗の嘘泣きや人に媚びるような屈託のない仕草を見ているうちに懐柔され、鈴木のプライベートな情報を麗にリークしてしまう。

### 鈴木の彼女
芹沢 華子（せりざわ はなこ）［26］
演 - 比嘉愛未
ジッププロモーション所属のモデル。麗と下北沢駅南口商店街のフリーマーケットで出会い、お金を無くして困っている彼女を鈴木に引き合わせる。
奥野 冬（おくの ふゆ）［26］
演 - 市川由衣
スポーツクラブ「ルネサンス」のインストラクター。麗の空回りした勘違いで鈴木とは別に交際している男性がいると思っていたが、実際は一人の男の子を育てるシングルマザーだった。
久保 はるか（くぼ はるか）［24］
演 - 森カンナ
CLUB「シャコンヌ」のママ。父親（演：石丸謙二郎）の会社が経営破綻し、負債に苦しんでいる父親を助けたいと思い、会社員から夜の蝶へと転身を遂げる。

### カフェ玉川（たまりば）
玉川 重輔（たまがわ しげすけ）［48］
演 - 温水洋一
大輔の父親。根津でカフェを経営しながら外国人専用のシェアハウスを開いている。
玉川 美香（たまがわ みか）［17］
演 - 志村玲那
重輔の娘。カフェやシェアハウスの家事全般を切り盛りする、頼りない兄に代わって父親の手助けをしている。
山本 ゆかり（やまもと ゆかり）／オドバル ［24］
演 - 渋谷飛鳥
モンゴルから来た留学生を称しているが、実際は麗の高校時代の先輩。雑費を浮かせるために留学生になりすましてシェアハウスで暮らしている。
ヘンリー［28］
演 - 渡辺邦斗
カナダから来たモデル。日本語は話せず英語で会話している。
ジョアンナ ［25］
演 - ローランス由美
日本のアニメが好きなフランスから来た留学生。

### その他
佐伯 さゆり（さえき さゆり）［43］
演 - 堀内敬子
麗の母親。地元香川でサユリ美容室を営んでいる。司法浪人をしている夫との生活に耐え切れず、麗が幼いときに離婚する。娘に紹介して貰った男性と再婚することが決まっている。
下山 浩次（しもやま こうじ）［31］
演 - 青木隆治
CLUB「シャコンヌ」のマネージャー。鈴木を尾行してきた麗を体験入店の女の子だと勘違いして、特別な指導もせずいきなりお客さんの席につかせる。
河辺 容子（かわべ ようこ）［23］
演 - 内藤理沙
奥野冬と同じスポーツクラブで働いている。常連の鈴木とは顔なじみで、挨拶感覚でデートに誘われている。
桜井 ひとみ（さくらい ひとみ）［4］
演 - 酒井彩音（少女期：畑芽育）
弘一の一人娘。
奥野 涼太（おくの りょうた）
演 - 松田知己
冬の一人息子。ひとみと同じ保育園に通っている。

### ゲスト

#### 第1話
清掃員
演 - 中島みゆき（特別出演）
鈴木が週3回通っているスポーツジムのアルバイト清掃員。
新宿の不動産屋社員
演 - 角田晃広（東京03）
下北沢の不動産屋社員
演 - 岩尾望（フットボールアワー）
部屋探しをする麗に事故物件の部屋を紹介する。
フリーマーケット店員
演 - マンボウやしろ（第2・6話）
四国高速バスの車内アナウンス
演 - 野島昭生
カフェ玉川のアフリカ人住人
演 - ジョン・ムウェテ・ムルアカ（第2話）

#### 第2話
小島（こじま）
演 - おかやまはじめ
四井商会社員。華子の取引相手。
カメラマン
演 - みっちー

#### 第4話
ホテルフロント
演 - 児嶋一哉（アンジャッシュ）
うらら
演 - 鳥居みゆき
シャコンヌのホステス。

#### 第5 - 7話
尾崎 亜紀（おざき あき）
演 - 平愛梨
大輔の元彼女。

#### 第8話
法廷での証人
演 - 小柳心
動物園の係員
演 - 田中護

#### 第9話
冒頭部のバスの乗客
演 - 真下有紀
麗の琴平での友達
演 - 富山恵理子（第1話）、岩永ゆい
スポーツジムの客
演 - あかつ（最終話）
ジムでインストラクターをしていた奥野と出会い、その後結婚し2人の子供が産まれる。
倉橋 京香（くらはし きょうか）
演 - 今野麻美
都立中央総合病院受付。

#### 最終話
華子の出演ドラマの共演者
演 - 佐野史郎（友情出演）
不動産屋
演 - ムーディ勝山
桜井の妻
演 - 立花彩野

## スタッフ
- 脚本 - 伴一彦
- 演出 - 久保田充、長沼誠、柿沼竹生
- 演出補 - 村田淳志
- 音楽 - 小西康陽
- 主題歌 - 中島みゆき「恩知らず」[4]（ヤマハミュージックコミュニケーションズ）
- サウンドデザイン - 石井和之
- 音響効果 - 佐藤秀国
- 特殊効果 - 杉谷政次
- CG - 菊間潤子
- モンゴル語指導 - ウインホア
- 法律監修 - 石井誠一郎
- 劇中料理 - 赤堀博美
- 統括 - 神蔵克
- チーフプロデューサー - 大平太
- プロデューサー - 次屋尚、藤井裕也（日テレアックスオン）
- ラインプロデューサー - 大塚泰之
- 協力プロデューサー - 大野哲哉
- アシスタントプロデューサー - 高橋政彦、杉山葉香、渡邉美都
- 制作協力 - 日テレアックスオン
- 製作・著作 - 日本テレビ

## 受賞歴
- 第37回エランドール賞
  - 新人賞（武井咲）

## サブタイトル
| 話数                                                      | 放送日         | サブタイトル                                     | 演出     | 視聴率 |
| --------------------------------------------------------- | -------------- | ------------------------------------------------ | -------- | ------ |
| vol.01                                                    | 2012年10月10日 | 全身全霊で人生を空回る迷惑女のハートフルコメディ | 久保田充 | 9.0%   |
| vol.02                                                    | 2012年10月17日 | 突進娘のダメおやじ改造計画第一弾!                | 久保田充 | 8.2%   |
| vol.03                                                    | 2012年10月24日 | 父の愛情を奪う最強のライバル出現!                | 長沼誠   | 7.9%   |
| vol.04                                                    | 2012年10月31日 | 家政婦の三田さんはクビにしました!                | 久保田充 | 9.7%   |
| vol.05                                                    | 2012年11月07日 | 三股オヤジに愛と怒りの鉄拳パンチ                 | 柿沼竹生 | 7.8%   |
| vol.06                                                    | 2012年11月14日 | え!! なんで妊娠しちゃうわけ!                     | 久保田充 | 5.4%   |
| vol.07                                                    | 2012年11月21日 | まさかの展開!! ラブストーリーは突然に            | 長沼誠   | 7.1%   |
| vol.08                                                    | 2012年11月28日 | うれし恥ずかし温泉旅行! 思わぬ涙!!               | 久保田充 | 8.9%   |
| vol.09                                                    | 2012年12月05日 | 父親は遠くにありて想うもの?                      | 長沼誠   | 5.4%   |
| vol.10                                                    | 2012年12月12日 | 家族って何? 親離れ、子離れ奮闘記!                | 久保田充 | 7.1%   |
| FINAL                                                     | 2012年12月19日 | 幸せ家族にサンタが10人やってくる                 | 久保田充 | 7.4%   |
| 平均視聴率 7.7%（視聴率は関東地区・ビデオリサーチ社調べ） |                |                                                  |          |        |

- 第8話は『日テレ系音楽の祭典 ベストアーティスト2012』放送のため22:30 - 23:24。
- 第9話は『1億人の大質問!?笑ってコラえて!吹奏楽の旅2012マーチング編・完結編3時間半スペシャル』放送のため22:30 - 23:24。
- 第10話は『FIFAクラブワールドカップ2012』放送のため22:35 - 23:29。
- 最終話は『ザ!世界仰天ニュース年またぎ年末年始2連発 奇跡は起きた!3時間20分SP』放送のため22:20 - 23:14。

## 関連作品
- パパはニュースキャスター - 本作の脚本を担当している伴一彦が1987年に脚本を担当したテレビドラマ。本作とストーリーの類似性が見られる。